# Gary Mullen and The Works

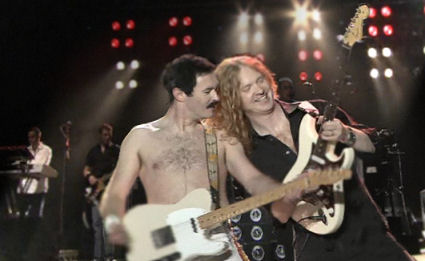
Gary Mullen and The Works 2008 in One Night of Queen in Swindon

Gary Mullen and The Works ist eine Tribute-Band, die die Musik und die Bühnenshow der britischen Rockband Queen kopiert. Frontmann der Formation ist der Freddie-Mercury-Imitator Gary Mullen, der zunächst in der britischen Fernsehshow Stars in Their Eyes mit einer Imitation des verstorbenen Queen-Sängers bekannt wurde. Die anderen Mitglieder der Band sind David Brockett (Gitarre), Jonathan Evans (Schlagzeug), Billy Moffat (Bass) und Malcolm Gentles (Keyboard).
In ihrer Show One Night of Queen versucht die Band, die Konzerte ihres Vorbilds bis ins Detail nachzuahmen. Gary Mullen versucht nicht nur, so zu singen wie Freddie Mercury, sondern kopiert auch die exzentrische Bühnenshow seines Vorbilds. Während der Auftritte trägt er Originalkostüme von Mercury, die ihm von den verbliebenen Mitgliedern von Queen zur Verfügung gestellt wurden. Auch die Bühnendekoration und die Beleuchtung sind mit jenen, die von Queen in den 1980er Jahren verwendet wurden, weitgehend identisch. Die Band ist seit 2002 weltweit auf Tour und war schon mehrfach Gegenstand von Rezensionen in der Presse. Ihre Konzerte wurden von den beiden verbliebenen Urmitgliedern von Queen – Brian May und Roger Taylor – empfohlen. Der Bandname bezieht sich auf das 1984 erschienene Studioalbum von Queen The Works.